# Сигма Ориона
Сигма Ориона (σ Ориона, Sigma Orionis, σ Orionis, сокращ.  Sigma Ori, σ Ori) — кратная звезда в экваториальном созвездии Ориона, состоящая из самых ярких членов молодого рассеянного звёздного скопления. Она находится в восточной части пояса Ориона, к юго-западу от Альнитака и к западу от туманности Конская Голова, которую он частично освещает. Сигма Ориона имеет видимую звёздную величину +3,80m, и, согласно шкале Бортля, видна невооружённым глазом даже на внутригородском небе (англ. Inner-city sky).
Из измерений параллакса, полученных во время миссии Hipparcos, известно, что звезда удалена примерно на 1263,28 св. лет (387,51 пк) от Земли. Звезда наблюдается южнее 88° с. ш., то есть видна практически на всей территории обитаемой Земли, за исключением полярных областей Арктики. Лучшее время для наблюдения — декабрь.
Средняя пространственная скорость Сигма Ориона имеет компоненты (U, V, W)=(-25.4, −16.7, −3.8), что означает U=−25,4 км/с (движется по направлению от галактического центра), V=−16,7 км/с (движется против направлении галактического вращения) и W=−3,8 км/с (движется в направлении галактического южного полюса).
Сигма Ориона движется довольно быстро относительно Солнца: её радиальная гелиоцентрическая скорость равна 29 км/с, что почти в 3 раза больше скорости местных звёзд Галактического диска, а также это значит, что звезда удаляется от Солнца. По небосводу звезда движется на северо-восток.

## Имя звезды
Сигма Ориона (латинизированный вариант лат. Sigma Orionis) известна с древности, но она не была включена в Альмагест Птолемея. Она была упомянута Аль Суфи, но официально не указана в его каталоге. В более современные времена её яркость была измерена Тихо Браге и звезда была включена в его каталог. В расширенном переиздании каталога Кеплером она описывалась как «лат. Quae ultimam baltei praecedit ad austr» (перед самой внешней частью пояса к югу). Затем в 1603 году она была включена Иоганном Байером в его «Уранометрию» как одиночная звезда, обозначенная греческой буквой σ (сигма). Хотя сама буква 18-я по счёту в греческом алфавите), однако, сама звезда — 15-я по яркости в созвездии. Байер описал её как «лат. in ene, prima» (первая в мече). Также Сигма Ориона имеет обозначение, данное Дж. Флемстидом — 48 Ориона (латинизированный вариант лат. 48 Orionis, 48 Ori).
Обозначения компонентов как Сигма Ориона Aa,Ab; AB; AB-C; AB-D; AB-E; AB-F; AB-H; AB-I; AB-C; Ca,Cb; DC; Ea,Eb; EC; ED; Ha,Hb и Ja,Jb вытекают из конвенции, используемой Вашингтонским каталогом визуально-двойных звёзд (WDS) для звёздных систем, и принятого Международным астрономическим союзом (МАС).

## Свойства системы Сигма Ориона

### Кластер Сигма Ориона

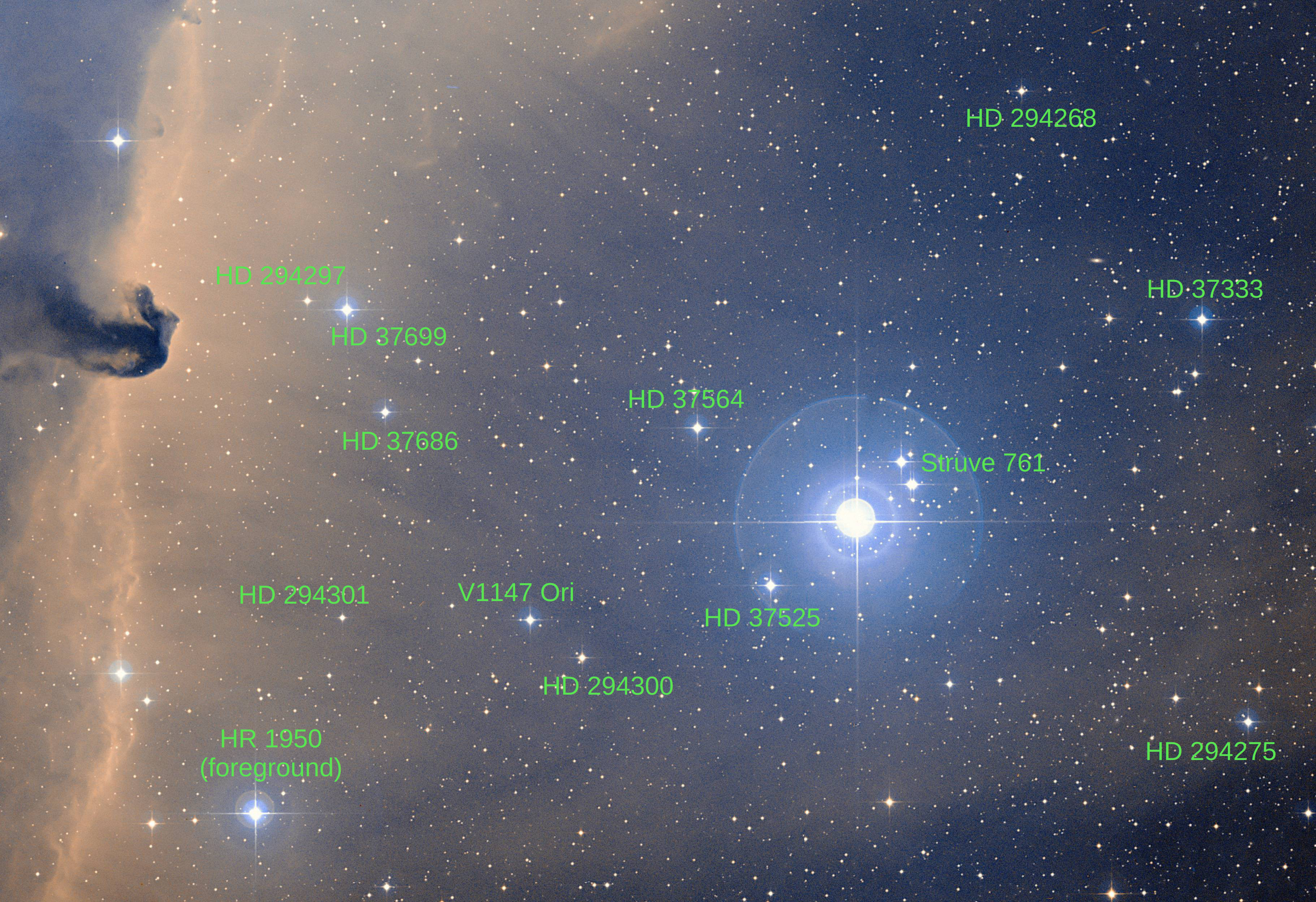
Главные звезды кластера Сигма Ориона, описаные в тексте, плюс:
HD 294268, F6e, вероятный член
HD 294275, A0
HD 294297, G0
HD 294300, G5, звезда типа T Тельца
HD 294301, A5

Скопление Сигма Ориона является частью ассоциации Орион OB1b, обычно называемой Поясом Ориона. Скопление не было распознано до 1996 года, когда вокруг звезд Сигма Ориона была обнаружена популяция звёзд главной последовательности. С тех пор оно было тщательно изучено из-за близости скопления и отсутствия межзвездного поглощения. Было подсчитано, что звездообразование в скоплении началось 3 миллиона лет назад, сам кластер распространяется примерно на 360 пк.
В центральной области скопления размером в угловую минуту видны пять особенно ярких звезд, помеченных от A до E в порядке расстояния от наиболее яркой составляющей Сигма Ориона A. Ближайшая пара AB отдалена от неё на 0,2-0,3 ", и была обнаружена с помощью 12-дюймового телескопа. Инфракрасный и радиоисточник IRS1, находится на расстоянии на 3,3 " от Сигма Ориона A. Существует также переменный источник рентгеновского излучения, который, как предполагается, является звездой типа T Тельца.
К кластеру относится ряд других звезд спектрального класса A или B:
- HD 37699 — достаточно удалённый от кластера голубой гигант спектрального класса B5 в непосредственной близости от туманности Конская Голова;
- HD 37525 — звезда главной последовательности спектрального класса B5 и спектроскопическая двойная;
- HD 294271 — молодой звёздный объект спектрального класса B5 с двумя спутниками малой массы;
- HD 294272 — двойная звезда, содержащая два молодых звёздных объекта спектрального класса B;
- HD 294272 — двойная звезда, содержащая два молодых звёздных объекта спектрального класса B;
- HD 37333 — пекулярная звезда главной последовательности спектрального класса А1;
- HD 37564 — молодой звёздный объект спектрального класса A8;
- V1147 Ориона — голубой гигант спектрального класса B9.5 и переменная звезда типа α² Гончих Псов;
- HD 37686 — звезда главной последовательности спектрального класса B9.5, близкая к HD 37699;
- HD 37545 — удалённая звезда главной последовательности спектрального класса B9;
- HD 294273 — молодой звёздный объект спектрального класса A8;
- 2MASS J05374178-0229081 — молодой звёздный объект спектрального класса A9;
- HD 294271 и HD 294272 составляют «двойную» звезду Струве 762 (Struve 761 или STF 761). На расстоянии угловой минуты от Сигма Ориона есть звезда, которая также известна как Струве 762[40].

Более 30 других вероятных членов скопления были обнаружены на расстоянии угловой минуты от центральной звезды, в основном это коричневые карлики и объекты планетарной массы, такие как S Ориона 70, а также молодые красные карлики 2MASS J05384746-0235252 и 2MASS J05384301-0236145. В общей сложности несколько сотен объектов с малой массой считаются членами скопления, в том числе около ста спектроскопически измеренных звёзд класса M, около 40 звёзд класса K и несколько объектов спектрального класса G и F. Многие сгруппированы в центральном ядре, но существует ореол связанных объектов, разбросанных на расстоянии более чем 10 угловых минут.

### Свойства кратной системы
| Параметр        |   | Значение                        |
| --------------- | - | ------------------------------- |
| Период          | P | 143,2002 ± 0,0024 д.            |
| Большая полуось | a | ~360 {\displaystyle R_{\odot }} |
| Эксцентриситет  | e | 0,77896 ± 0,00043               |
| Наклонение      | i | ~56,378 ± 0,085 °               |

Хотя Сигма Ориона Aa и Сигма Ориона Ab не могут быть непосредственно обнаружены с помощью обычных однозеркальных телескопов, их соответствующие визуальные величины были рассчитаны как 4,61m и 5,20m. Два компонента Сигма Ориона A были интерферометрически разрешены с использованием интерферометра CHARA, а комбинация интерферометрических и визуальных наблюдений дает очень точную орбиту. Сигма Ориона Aa и Сигма Ориона Ab являются близкой парой спектрально-двойных звёзд, которые отдалены друг от друга на угловое расстояние в 0,004286 ″, что соответствует большой полуоси орбиты между компаньонами, по крайней мере, 1,67 а.е. и периоду вращения 143 дня.
У орбиты очень большой эксцентриситет, который равен 0,78. Таким образом, в процессе вращения друг вокруг друга звёзды, то сближаются на расстояние 0,39 а.е. (то есть на орбиту Меркурия), то удаляются на расстояние 2,97 а. е. (то есть до внешней части главного пояса астероидов, а более конкретно на орбиту астероида Гесперия). Наклонение в системе не очень велико и составляет 56,378°, как это видится с Земли.
Если мы будем смотреть со стороны Сигма Ориона Aa на Сигма Ориона Ab, то мы увидим бело-голубую звезду, которая светит с яркостью −33,20m, то есть с яркостью 382 солнц (в среднем, в зависимости от положения звезды на орбите). Причём угловой размер звезды (в среднем) будет — ~1,53°, то есть угловой размер звезды будет в 3 раза больше углового размера нашего Солнца. Если же мы будем смотреть со стороны Сигма Ориона Ab на Сигма Ориона Aa, то мы увидим голубую звезду, которая светит с яркостью −33,79m, то есть с яркостью 658 солнц (в среднем, в зависимости от положения звезды на орбите). Причём угловой размер звезды (в среднем) будет — ~1,79°, то есть угловой размер звезды будет в 3,57 раза больше углового размера нашего Солнца. Более точные параметры звёзд приведены в таблице:
| | В периастре (0,39 а.е.)       | В периастре (0,39 а.е.) | В периастре (0,39 а.е.)       | В периастре (0,39 а.е.) | В апоастре (2,97 а.е.)        | В апоастре (2,97 а.е.) | В апоастре (2,97 а.е.)        | В апоастре (2,97 а.е.) |
| m | {\displaystyle L_{\bigodot }} | D°                      | {\displaystyle D_{\bigodot }} | m                       | {\displaystyle L_{\bigodot }} | D°                     | {\displaystyle D_{\bigodot }} |                        |
| --- | ----------------------------- | ----------------------- | ----------------------------- | ----------------------- | ----------------------------- | ---------------------- | ----------------------------- | ---------------------- |
| Aa→Ab | -36,95                        | 5724                    | 6,55°                         | 13,1                    | -31,73                        | 97                     | 0,86°                         | 1.72                   |
| Ab→Aa | -36,36                        | 7010                    | 7,64°                         | 15.28                   | -31,95                        | 121                    | 1°                            | 2                      |
| - m — видимая звёздная величина; - {\displaystyle L_{\bigodot }} — светимость, выраженная в светимостях Солнца; - D° — угловой диаметр звезды выраженный в градусах; - {\displaystyle D_{\bigodot }} — диаметр звезды выраженный в угловых диаметрах солнечного радиуса (угловой диаметр Солнца — 0,5°); |                               |                         |                               |                         |                               |                        |                               |                        |

Сигма Ориона A и Сигма Ориона B являются широкой парой звёзд, которые отдалены друг от друга на угловое расстояние в 0,2629" ″, что соответствует большой полуоси орбиты между компаньонами, по крайней мере, 92,568 а.е. и периоду вращения 159,896 лет. У орбиты почти нулевой эксцентриситет, который равен 0,024. Наклонение в системе очень велико и составляет 172,1°, то есть звезда вращается по ретроградной орбите как это видится с Земли. Наклоны двух орбит известны достаточно точно, чтобы рассчитать их относительный наклон. Две орбитальные плоскости находятся в пределах 30° от ортогональной плоскости, при этом внутренняя орбита является прямой, а внешняя — ретроградной. Хотя это несколько необычно, но такая ситуация не так уж редка в тройных системах.
Если мы будем смотреть со стороны Сигма Ориона A на Сигма Ориона B, то мы увидим бело- голубую звезду, которая светит с яркостью от −24,41m, то есть с яркостью 0,12 солнц. Причём угловой размер звезды будет — 103,68". С другой стороны, если мы будем смотреть со стороны Сигма Ориона B на пару звёзд Сигма Ориона A, то мы увидим голубую звезду, которая светит с яркостью от −25,07m, то есть с яркостью 0,21 солнц, рядом с которой находится бело-голубая звезда и которая светит с яркостью −24,48m, то есть с яркостью 0,12 солнц. Причём угловой размер первой звезды будет — ~115,2" (6,4 % углового размера Солнца), а второй ~100,8" (5,5 % углового размера Солнца). При этом максимальное угловое расстояние между звёздами будет ~2°.
Сигма Ориона демонстрирует переменность: во время наблюдений яркость звезды меняется на 0,06m от 3,75m до 3,81m, с неустановленным периодом, тип переменной также неустановлен. Звезда имеет обозначение характерное для переменных звёзд NSV 16610.

### Расчёт масс
Массы этих трехкомпонентных звезд могут быть рассчитаны с использованием:
- спектроскопического расчета поверхностной гравитации и, следовательно, спектроскопической массы;
- сравнения эволюционных моделей с наблюдаемыми физическими свойствами для определения эволюционной массы, а также возраста звёзд;
- определения динамической массы по орбитальным движениям звезд.

Спектроскопические массы, найденные для каждого компонента Сигма Ориона, имеют большие пределы погрешности, но динамические и спектроскопические массы считаются точными с точностью примерно до 1 {\displaystyle M_{\bigodot }}, а динамические массы двух компонентов Сигма Ориона A известны с точностью до 0,25 {\displaystyle M_{\bigodot }}. Однако динамические массы всё-таки больше, чем эволюционные массы и больше, чем их пределы погрешности, что указывает на системную проблему. Этот тип расхождения при расчёте масс является распространенной и давней проблемой, встречающейся у многих звезд.

### Возраст звёзд и их дальнейшая эволюция
Сравнение наблюдаемых или рассчитанных физических свойств каждой звезды с теоретическими эволюционными треками звёзд позволяет оценить возраст звезды. Расчетный возраст компонентов Aa, Ab и B составляет 0,3+1,0
−0,3 млн. лет, 0,9+1,5
−0,9 млн. лет и 1,9+1,6
−1,9 млн. лет, соответственно. В пределах их больших погрешностей все они могут считаться родившимися в одно время друг с другом, хотя в этом случае данный факт сложнее согласовать с предполагаемым возрастом скопления Сигма Ориона в 2-3 млн. лет. Известно, что звезды с массой равной 18 {\displaystyle M_{\bigodot }} живут на главной последовательности 3,0 млн. лет, так что вскоре компонент «Аa» взорвётся как сверхновая звезда первым и может даже выбросить компонент «B» из системы Сигма Ориона (компонент «B» проживёт на главной последовательности 6,18 млн. лет и взорвется следующим через 3,18 млн. лет). Скорее всего, точно также из системы будет выброшен компонент «Ab», который проживёт на главной последовательности 7,6 млн. лет и взорвется следующим через 4,6 млн. лет.

### Свойства компонента Aa
Сигма Ориона Aa — карликовая звезда спектрального класса O9.5V, также это указывает на то, что водород в ядре звезды служит ядерным «топливом», то есть звезда находится на главной последовательности.
Масса звезды равна 18 {\displaystyle M_{\bigodot }}. Звезда излучает энергию со своей внешней атмосферы при эффективной температуре около 35 000 К, что придаёт ей характерный голубой цвет. Её светимость равна 41 700 {\displaystyle L_{\bigodot }}.
В связи с небольшим расстоянием до звезды её радиус может быть измерен непосредственно, и первая такая попытка была сделана в 1922 году. Поскольку звезда двойная, то, по-видимому, измерялся радиус самого яркого компонента. Данные об этом измерении приведены в таблице:
| Год  | m    | Спектр | D (mas) | Rабс ({\displaystyle R_{\bigodot }}) | Комм.  |
| 1922 | 3.78 | B0     | 0,6     | 8,1                                  | [ 43 ] |
| 1979 | 3.81 | O9.5V  | 0,22    | 7,0                                  | [ 44 ] |
| 1982 | 3.81 | O9.5V  | 0,21    | —                                    | [ 45 ] |

Eё радиус в настоящее время оценивается в 5,6 {\displaystyle R_{\bigodot }}. Таким образом измерение 1979 года было наиболее адекватным, но неточным, радиус был занижен на 20 %. Звезда имеет поверхностную гравитацию характерную для проэволюционировавшего карлика 4,20 СГС или 158,5 м/с², то есть составляет 58 % от солнечного значения(274,0 м/с²).
Сигма Ориона Aa вращяется со скоростью, как минимум, в 67,5 раз больше солнечной и равной 135 км/с, что даёт период вращения звезды, по крайней мере, 2,16 дней.

### Свойства компонента Ab
Сигма Ориона Ab, судя по её масса, которая равна 13 {\displaystyle M_{\bigodot }} должна быть карликовая звезда спектрального класса B1V. Звезда излучает энергию со своей внешней атмосферы при эффективной температуре около 31 000 К (данная температура несколько велика для её спектрального класса для которого характерны температуры 25 400 К), что придаёт ей характерный бело-голубой цвет. Её светимость равна 18 600 {\displaystyle L_{\bigodot }}. Eё радиус в настоящее время оценивается в 4,8 {\displaystyle R_{\bigodot }}. Сигма Ориона Ab вращяется со скоростью, как минимум, в 17,5 раз больше солнечной и равной 35 км/с, что даёт период вращения звезды, по крайней мере, 7,13 дней.

### Свойства компонента B
Спектр компонента B, внешней звезды звездной тройки, не может быть обнаружен напрямую. Вклад светимости от Сигма Ориона B может быть измерен, и он, вероятно, будет карликом спектрального класса B0.5V. Также это указывает на то, что водород в ядре звезды служит ядерным «топливом», то есть звезда находится на главной последовательности. Его визуальная величина 5,27m аналогична Сигма Ориона Ab, и поэтому он должен быть легко видим, но предполагается, что его спектральные линии сильно расширены и невидимы на фоне двух других звезд. Орбита компонента B была точно рассчитана с использованием массивов NPOI и интерферометра CHARA. Рассчет орбиты трёх звезд дают параллакс, значительно более точный, чем параллакс Hipparcos.
Звезда излучает энергию со своей внешней атмосферы при эффективной температуре около 29 000 К, что придаёт ей характерный бело-голубой цвет звезды спектрального класса B. Масса звезды составляет 14 {\displaystyle M_{\bigodot }}.
Радиус звезды вполне нормален для звезды её спектрального класса и почти равен Сигма Ориона Ab: 5,0 {\displaystyle R_{\bigodot }}. Светимость звезды равна 15 800 {\displaystyle L_{\bigodot }}.
Сигма Ориона B вращается со скоростью почти такой же как у его спутника и равной 250 км/с, что даёт период вращения звезды, по крайней мере, 1,04 дней.

### Свойства компонента C
Самый слабосветящийся член Сигма Ориона — компонент C. В систему Сигма Ориона он входит поскольку он расположен на небольшом угловом расстоянии от центральной тройной звезды. Также звезда находится на расстоянии как минимум 3661 а.е.. В 2018 году после миссии Gaia стало известно что значение параллакса у звезды равно 2,3674 ± 0,0883, а это предполагает расстояние до звезды равное 1377 св. лет, то есть компонент C является фоновой звездой.
Это звезда главной последовательности спектрального класса A2V. Судя по её массе которая равна 2,7 {\displaystyle M_{\bigodot }}, звезда родившись на границе классов A и B и в настоящее время излучает энергию со своей внешней атмосферы при эффективной температуре около 8820 К, что придаёт ей характерный бело-жёлтый цвет. Eё радиус в настоящее время оценивается в 1,78 {\displaystyle R_{\bigodot }}. Её светимость, исходя из закона Стефана — Больцмана равна 17,17 {\displaystyle L_{\bigodot }}.
Сигма Ориона C имеет слабый спутник находящейся на угловом расстоянии 2 секунд дуги, который называется как Cb или MAD-4. Компонент Cb на пять величин слабее, чем Сигма Ориона Ca на инфракрасных длинах волн, и имеет величину 14.07m в инфракрасном K-диапазоне, и, вероятно, он является коричневым карликом.

### Свойства компонента D
Компонент D также входит в систему Сигма Ориона поскольку он расположен на небольшом угловом расстоянии от центральной тройной звезды: 13 секунд дуги. Также звезда находится на расстоянии как минимум 4680 а.е.. В 2018 году после миссии Gaia стало известно что значение параллакса у звезды равно 2,2935 ± 0, 0790 mas, а это предполагает расстояние до звезды равное 1421 св. лет, то есть компонент D является фоновой звездой.
Компонент является звезда главной последовательности спектрального класса B2V, что указывает на то, что водород в ядре звезды служит ядерным «топливом», то есть звезда находится на главной последовательности.
Масса звезды равна 6,8 {\displaystyle M_{\bigodot }}, в настоящее время излучает энергию со своей внешней атмосферы при эффективной температуре около 21 500 К, что придаёт ей характерный бело-голубой цвет. Eё радиус в настоящее время оценивается в 5,33 {\displaystyle R_{\bigodot }}. Её светимость, исходя из закона Стефана — Больцмана равна 5439 {\displaystyle L_{\bigodot }}.
Размер, температура и яркость компонента D очень похожи на систему Сигма Ориона E, но он не показывает никаких необычных спектральных особенностей или переменности этой звезды.

### Свойства компонента E
Компонент E — необычная переменная звезда, классифицируется как переменная типа SX Овна и также имеет обозначение характерное для переменных звёзд V1030 Ориона. Компонент богат гелием, имеет сильное магнитное поле и испытывает вариации яркости от 6,61m до 6.71m в первом периоде и до 6.77m во втором периоде в течение периода вращения звезды который равен 1,19 дня. Считается, что переменность обусловлена крупномасштабными изменениями поверхностной яркости, вызванными магнитным полем. Период вращения замедляется из-за магнитного торможения. Магнитное поле сильно варьируется от −2300 до +3100 Гс, что соответствует изменениям яркости и вероятному периоду вращения звезды. Для того чтобы производить такие изменения требуется магнитный диполь, по крайней мере, 10 000 Гс. При минимальной яркости появляется спектр оболочки, приписываемый плазменным облакам, вращающимся над фотосферой. Усиление гелия в спектре может быть связано с тем, что водород преимущественно захватывается в направлении магнитных полюсов, оставляя избыток гелия вблизи экватора.
Компонент E также входит в систему Сигма Ориона поскольку он расположен на небольшом угловом расстоянии от центральной тройной звезды: 41 секунд дуги. Также звезда находится на расстоянии как минимум 15 000 а.е.. Ещё в 1999 году было высказано предположение, что Сигма Ориона E может быть дальше и старше, чем другие члены кластера, после моделирования его эволюционного возраста и размера. Действительно, в 2018 году после миссии Gaia стало известно что значение параллакса у звезды равно 2,2801 ± 0,0955 mas, а это предполагает расстояние до звезды равное 1430 св. лет, то есть компонент E является фоновой звездой.
Компонент E является звездой главной последовательности спектрального класса B2Vpe, что указывает на то, что водород в ядре звезды служит ядерным «топливом», то есть звезда находится на главной последовательности, также он указывает на пекулярный спектр (имеются неправильности), а также он указывает на эмиссионные линии в спектре звезды.
Масса звезды равна 8,3 {\displaystyle M_{\bigodot }}, в настоящее время излучает энергию со своей внешней атмосферы при эффективной температуре около 22 500 К, что придаёт ей характерный бело-голубой цвет. Eё радиус в настоящее время оценивается в 5,33 {\displaystyle R_{\bigodot }}. Её светимость, исходя из закона Стефана — Больцмана равна 6523 {\displaystyle L_{\bigodot }}.
Сигма Ориона E имеет слабого компаньона на расстоянии около 0,3 секунд дуги. Он примерно на 5 величин слабее, чем первичный компонент, также он богат гелием, и на инфракрасных длинах волн имеет величину 10-11m в инфракрасном K-диапазоне. Предполагается, что это звезда с малой массой 0,4-0,8 {\displaystyle M_{\bigodot }}.

### Сигма Ориона IRS1
Инфракрасный источник IRS1 близок к Сигма Ориона А. Он был разрешён в пару объектов малой массы, проплид и возможного третьего объекта. Более яркий объект имеет спектральный класс M1, массу около 0,5 {\displaystyle M_{\bigodot }} и выглядит как относительно нормальная звезда с малой массой. Более слабый объект очень необычен, демонстрируя промежуточный спектр поглощения M7 или M8 с линиями эмиссии водорода и гелия. Интерпретация заключается в том, что это коричневый карлик, встроенный в проплид, который испаряется под воздействием света Сигма Ориона А. Рентгеновское излучение IRS1 предполагает наличие аккреционного диска вокруг звезды типа T Тельца, но неясно, как это может соответствовать сценарию проплида.

## Пылевая волна

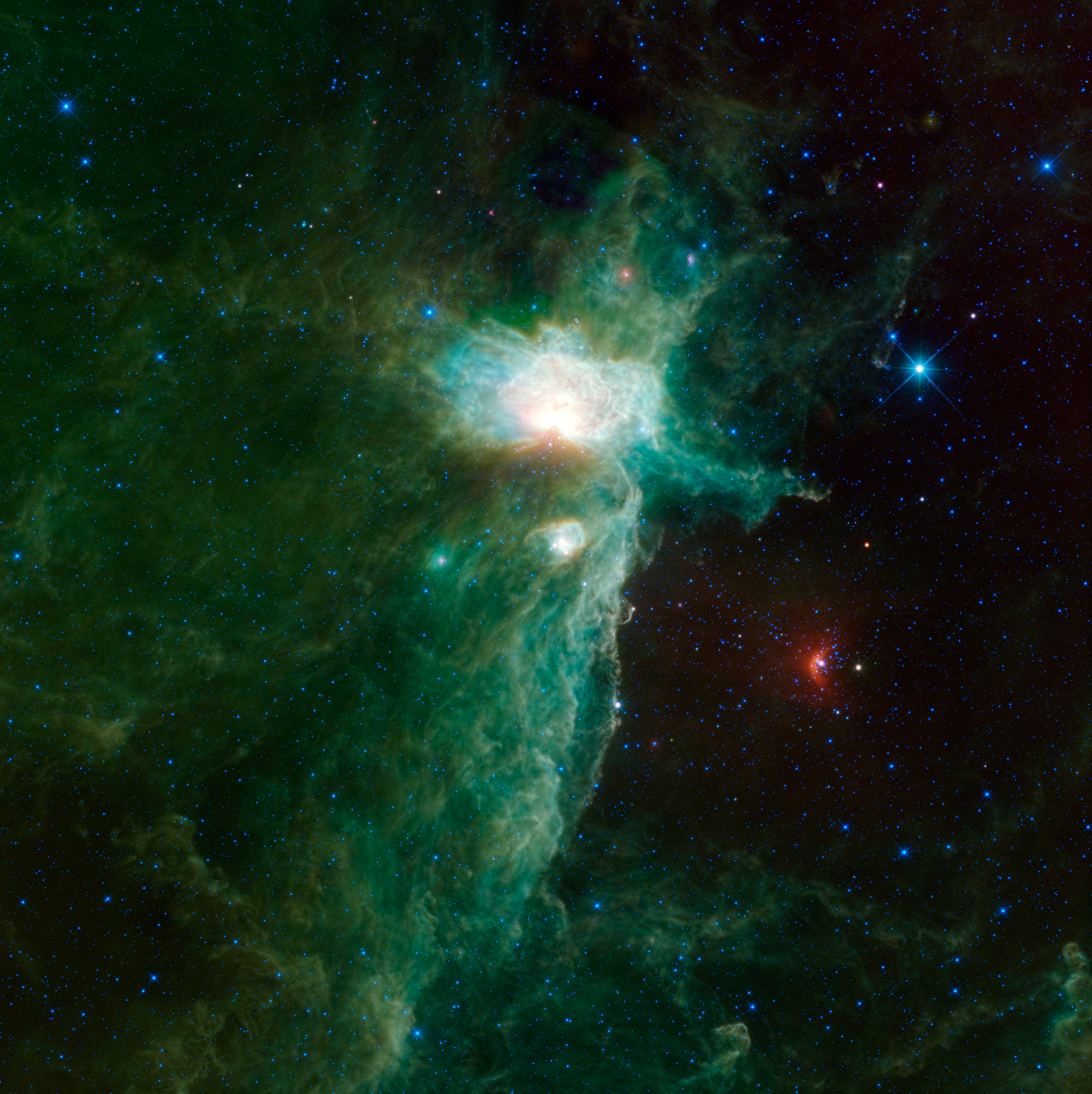
Дуга пыли в инфракрасном свете, на длине волны 22 микрона

На инфракрасных изображениях заметная дуга пыли с центром в Сигма Ориона AB. Он находится на угловом расстоянии около 50 секунд дуги от звезды спектрального класса O, на расстоянии около (0,1 пк). Она направлена к IC434, туманности Конская Голова, в соответствии с космическим движением звезды. Внешние проявления похожи на головную ударную волну, но тип излучения показывает, что это не ударная волна. Наблюдаемое инфракрасное излучение, достигающее пика около 45 микрон, может быть смоделировано двумя абсолютно чёрными телами: одно излучающее при температуре 68 К, а другое при температуре 197 К. Они, как полагают, производятся двумя разными по размеру зернами пыли.
Предполагается, что материал пылевой дуги получен путем испарения под воздействием света из молекулярного облака вокруг туманности Конская Голова. Пыль отделяется от газа, который уносит её от молекулярного облака давлением электромагнитного излучения от горячих звёзд в центре кластера Сигма Ориона. Пыль накапливается в более плотной области, которая нагревается и формирует видимую инфракрасную форму.
Термин «пылевая волна» применяется, когда пыль накапливается, но газ практически не подвержен влиянию, в отличие от «головной ударной волны», когда пыль и газ останавливаются. Пылевые волны возникают, когда межзвездная среда достаточно плотная, а звездный ветер достаточно слабый, так что расстояние торможения пыли больше, чем расстояние торможения в головной ударной волне. Это, очевидно, было бы более вероятно для медленно движущихся звезд, но медленно движущиеся излучающие звезды могут не иметь времени жизни достаточно долго, чтобы произвести головную ударную волну. Звезды позднего класса O с низкой светимостью обычно должны генерировать головные ударные волны, если эта модель верна.

## История изучения кратности звезды

σ Ориона (в правом нижнем углу) и туманность Конская Голова. Яркие звёзды Альнитак и Альнилам

В 1776 году Кристиан Майер описал σ Ориона как тройную звезду, увидев компоненты AB и E, и заподозрил, что другие компоненты также входят в эту систему.
В 1831 году В. Я. Струве, опубликовал свой каталог (который затем обновлялся в 1777 и 1779 гг.) открыл шестикратность звезды Сигма Ориона, то есть открыл компоненты AB-C, AB-D, AB-E, DC, EC, ED, сама звезда вошла в каталоги как STF 762. В 1833 году В. Я. Струве обновляя свой каталог и основываясь на записях от 1823 года открыл семикратность звезды Сигма Ориона, то есть открыл компоненты AB-F звезда вошла в каталоги как STF3135. В 1852 году Дж. Саут и Д. Гершеля, основываясь на записях от 1823 года открыли девятикратность Сигма Ориона, то есть ими были открыты компоненты AB-H и AB-I и звезда вошла в каталоги как SHJ 65. В 1888 году Ш. Бёрнхем открыл двойственную природу компонента AB и звезда вошла в каталоги как BU 1032. Ш. Бёрнхема сообщил, что σ Ориона A и B были очень близкой двойной звездой, хотя ряд более поздних наблюдателей не смогли подтвердить это открытие. Во второй половине двадцатого века орбита σ Ориона A/B была разрешена и в то время она была одной из самых кратных из известных звёзд (десятикратной).
В 2001 год у американский астроном Н. Тёрнер и др (англ. Turner N.H.) открыли одинадцетикратность звезды Сигма Ориона, то есть открыл компоненты AB-G звезда вошла в каталоги как TRN 19. В 2003 году испанский астроном Кабальеро (исп. Caballero J.A.) открыл двойственную природу компонентов С и H звезда вошла в каталоги как CAB 26. В 2004 году астроном Буй Х. и др (англ. Bouy H.) открыл двойственную природу компонента J и звезда вошла в каталоги как BOY 24.
Ещё в 1904 году было обнаружено, что σ Ориона A имеет переменную лучевую скорость, что, как считается, указывает на спектрально-двойную звезду с одной линией. Спектральные линии вторичной звезды были очень плохо видны и часто вообще не видны, возможно потому, что они были расширены быстрым вращением. Существовала путаница по поводу того, действительно ли указанный спектроскопически-двоичной статус относился к известному визуальному компаньону B. Наконец, в 2006 году астроном Нордгрен Т. и др (англ. Nordgren T.E.) открыл методами спектрального анализа двойственную природу компонента A и звезда вошла в каталоги как NOI 6, таким образом, было подтверждено, что система тройная, с внутренней спектроскопической парой и более широким визуальным компаньоном. Внутренняя пара была разрешена интерферометрически в 2013 году.
Компонент E был идентифицирован как богатая гелием звезда в 1956 году, имеющий переменную лучевую скорость, что было открыто в 1959 году и что свидетельствовало о его двойственности. Также у компонента были открыты переменные характеристики излучения в 1974 году, с аномально сильным магнитным полем, которое было открыто в 1978 году. Также было открыто в 1977 году, что звезда является фотометрической переменной и формально классифицируется как переменная звезда типа SX Овна, что было открыто в 1979 году. В 2007 году российский астроном Расстегаев Д. А. и др открыл метолами спекл-интерферометрии двойственную природу компонента E и звезда вошла в каталоги как RAS 22.
В 1996 году в области пояса Ориона было выявлено большое количество звезд до главной последовательности малой массы. Было обнаружено, что подобная тесная группировка лежит вокруг Сигма Ориона. Большое количество коричневых карликов было найдено в той же области и на том же расстоянии, что и яркие звезды Ориона. Оптические, инфракрасные и рентгеновские объекты в кластере, включая 115 членов, лежащих в одном направлении, были перечислены в каталоге Mayrit с порядковым номером, за исключением центральной звезды, которая была указана просто как Mayrit AB.
Согласно Вашингтонскому каталогу визуально-двойных звёзд, параметры этих компонентов приведены в таблице:
| Компонент | Год  | Количество измерений | Позиционный угол | Угловое расстояние | Видимая звёздная величина компонента I | Видимая звёздная величина компонента II |
| Aa,Ab     | 2006 | 26                   | 187°             | —                  | 4.07m                                  | —                                       |
| Aa,Ab     | 2013 | 26                   | 164°             | —                  | 4.07m                                  | —                                       |
| AB        | 1888 | 175                  | 358°             | 0.2″               | 4.07m                                  | 5.27m                                   |
| AB        | 1973 | 175                  | 125°             | 0.3″               | 4.07m                                  | 5.27m                                   |
| AB        | 2015 | 175                  | 77°              | 0.3″               | 4.07m                                  | 5.27m                                   |
| AB,C      | 1831 | 45                   | 235°             | 11.6″              | 3.76m                                  | 8.79m                                   |
| AB,C      | 1973 | 45                   | 238°             | 11.4″              | 3.76m                                  | 8.79m                                   |
| AB,C      | 2016 | 45                   | 237°             | 11.6″              | 3.76m                                  | 8.79m                                   |
| AB,D      | 1779 | 90                   | 85°              | 13.4″              | 3.76m                                  | 6.56m                                   |
| AB,D      | 1831 | 90                   | 84°              | 12.9″              | 3.76m                                  | 6.56m                                   |
| AB,D      | 2018 | 90                   | 84°              | 12.9″              | 3.76m                                  | 6.56m                                   |
| AB,E      | 1777 | 81                   | 55°              | 37.0″              | 3.76m                                  | 6.34m                                   |
| AB,E      | 1831 | 81                   | 61°              | 41.6″              | 3.76m                                  | 6.34m                                   |
| AB,E      | 2018 | 81                   | 62°              | 41.5″              | 3.76m                                  | 6.34m                                   |
| AB,F      | 1823 | 13                   | 323°             | 213.8″             | 3.76m                                  | 7.86m                                   |
| AB,F      | 2016 | 13                   | 324°             | 208.0″             | 3.76m                                  | 7.86m                                   |
| AB, G     | 2001 | 4                    | 18°              | 3.1″               | 3.76m                                  | 12.0m                                   |
| AB, G     | 2008 | 4                    | 20°              | 3.2″               | 3.76m                                  | 12.0m                                   |
| AB, H     | 1823 | 7                    | 123°             | 310.1″             | 3.76m                                  | 8.06m                                   |
| AB, H     | 2016 | 7                    | 125°             | 306.9″             | 3.76m                                  | 8.06m                                   |
| AB, I     | 1823 | 6                    | 59°              | 525.4″             | 3.76m                                  | 8.44m                                   |
| AB, I     | 2016 | 6                    | 60°              | 524.7″             | 3.76m                                  | 8.44m                                   |
| Ca,Cb     | 2003 | 2                    | 45°              | 2.0″               | 9.10m                                  | 14.50m                                  |
| Ca,Cb     | 2007 | 2                    | 12°              | 2.0″               | 9.10m                                  | 14.50m                                  |
| DC        | 1831 | 33                   | 251°             | 23.6″              | 6.56m                                  | 8.79m                                   |
| DC        | 1868 | 33                   | 251°             | 24.0″              | 6.56m                                  | 8.79m                                   |
| DC        | 2018 | 33                   | 253°             | 23.7″              | 6.56m                                  | 8.79m                                   |
| Ea,Eb     | 2007 | 3                    | 301°             | 0.3″               | 6.60m                                  | 11.30m                                  |
| Ea,Eb     | 2010 | 3                    | 303°             | 0.3″               | 6.60m                                  | 11.30m                                  |
| EC        | 1831 | 25                   | 240°             | 52.3″              | 6.34m                                  | 8.79m                                   |
| EC        | 1868 | 25                   | 240°             | 53.8″              | 6.34m                                  | 8.79m                                   |
| EC        | 2018 | 25                   | 241°             | 52.9″              | 6.34m                                  | 8.79m                                   |
| ED        | 1779 | 55                   | 231°             | 31.4″              | 6.34m                                  | 6.56m                                   |
| ED        | 1831 | 55                   | 231°             | 30.1″              | 6.34m                                  | 6.56m                                   |
| ED        | 2018 | 55                   | 233°             | 29.9″              | 6.34m                                  | 6.56m                                   |
| Ha,Hb     | 2003 | 1                    | —                | 0.5″               | 13.34m                                 | —                                       |
| Ja,Jb     | 2004 | 2                    | 318°             | 0.2″               | 10.60m                                 | 12.80m                                  |
| Ja,Jb     | 2007 | 2                    | 317°             | 0.2″               | 10.60m                                 | 12.80m                                  |

Обобщая все сведения о звезде, можно сказать, что у звезды Сигма Ориона, есть минимум два спутника:
- компонент Aa,Ab — звезда, находящаяся на 143-дневной эллиптической орбите;
- компонент AB — звезда 5-й величины, находящаяся на угловом расстоянии 0,3 секунд дуги, а подобная дистанция предполагает большую полуось орбиты между компаньонами, по крайней мере, 91,1 а.е. и период обращения, по крайней мере, 156,700 лет[47];
- компонент AB,C — звезда 9-й величины, находящаяся на угловом расстоянии 11,6 секунд дуги, а подобная дистанция предполагает большую полуось орбиты между компаньонами, по крайней мере, 3660,9 а.е. и период обращения, по крайней мере, 39 767 лет[47], но вероятнее всего она является фоновой звездой;
- компонент AB,D — звезда 7-й величины, находящаяся на угловом расстоянии 12,9 секунд дуги, а подобная дистанция предполагает большую полуось орбиты между компаньонами, по крайней мере, 5181,7 а.е. и период обращения, по крайней мере, 66 966 лет[47], но вероятнее всего она является фоновой звездой;
- компонент AB,E — звезда 6-й величины, находящаяся на угловом расстоянии 41,5 секунд дуги, а подобная дистанция предполагает большую полуось орбиты между компаньонами, по крайней мере, 12 993 а.е. и период обращения, по крайней мере, 265 894 лет[47], но вероятнее всего она является фоновой звездой;
- у компонентов AB,F — звезды 8-й величины, находящейся на угловом расстоянии 208,0 секунд дуги, AB, G — звезды 12-й величины, находящейся на угловом расстоянии 3,2 секунд дуги, AB, H — звезды 8-й величины, находящейся на угловом расстоянии 306,9 секунд дуги и AB, I — звезды 8-й величины, находящейся на угловом расстоянии 524,7 секунд дуги взаимное орбитальное движение не выявлено;
- компоненты Cb, Eb, Hb, Jb, возможно являются, если они вообще входят в систему Сигма Ориона, коричневыми или красными карликами;
- компоненты DC, EC, ED могут быть двойными звёздами c карликом в качестве компаньона.